# Liste der Mitglieder der Deutschen Akademie der Naturforscher Leopoldina/1953
Die Liste der Mitglieder der Deutschen Akademie der Naturforscher Leopoldina für 1953 listet alle Personen, die im Jahr 1953 zum Mitglied berufen wurden. Insgesamt gab es 30 neu gewählte Mitglieder.

## Neu gewählte Mitglieder
| Nr. 1 | Name                      | Beiname 1 | Geboren       | Aufnahme 1 | Gestorben     | Sektion                                              | Bild                      | Datenbank                 |
| ----- | ------------------------- | --------- | ------------- | ---------- | ------------- | ---------------------------------------------------- | ------------------------- | ------------------------- |
|       | Eberhard Buchwald         |           | 16. Juli 1886 |            | 14. Aug. 1975 | Physik                                               | Eberhard Buchwald         | Eberhard Buchwald         |
|       | Gustav Döderlein          |           | 19. Mai 1893  |            | 19. März 1980 | Geburtshilfe und Gynäkologie                         |                           | Gustav Döderlein          |
|       | Albert Esser              |           | 1885          |            | 1972          | Wissenschafts- und Medizingeschichte                 |                           | Albert Esser              |
|       | Ludwig Freund             |           | 19. Juni 1878 |            | 5. Nov. 1952  | Zoologie                                             |                           | Ludwig Freund             |
|       | Otto Goetze               |           | 25. Juni 1886 |            | 19. Juli 1955 | Chirurgie                                            | Grab von Otto Goetze      | Otto Goetze               |
|       | Paula Hertwig             |           | 11. Okt. 1889 |            | 31. März 1983 | Biochemie und Biophysik                              | Paula Hertwig             | Paula Hertwig             |
|       | Karl Höfler               |           | 11. Mai 1893  |            | 22. Okt. 1973 | Botanik                                              |                           | Karl Höfler               |
|       | Oskar Keller              |           | 14. Aug. 1877 |            | 17. März 1959 | Chemie                                               |                           | Oskar Keller              |
|       | Gustav Korkhaus           |           | 4. Jan. 1895  |            | 16. Juni 1978 | Stomatologie                                         |                           | Gustav Korkhaus           |
|       | Helmut Kraatz             |           | 6. Aug. 1902  |            | 13. Juni 1983 | Geburtshilfe und Gynäkologie                         | Helmut Kraatz             | Helmut Kraatz             |
|       | Hans Kugler               |           | 7. Okt. 1903  |            | 28. Juli 1985 | Botanik                                              |                           | Hans Kugler               |
|       | Albert Lezius             |           | 5. Jan. 1903  |            | 19. Nov.      | Chirurgie                                            | Albert Lezius             | Albert Lezius             |
|       | Heinrich Martius          |           | 2. Jan. 1885  |            | 17. Feb. 1965 | Geburtshilfe und Gynäkologie                         | Grab von Heinrich Martius | Heinrich Martius          |
|       | Theodor Messerschmidt     |           | 1886          |            | 1971          | Mikrobiologie und Immunologie                        |                           | Theodor Messerschmidt     |
|       | Alf Meyer zum Gottesberge |           | 5. Apr. 1908  |            | 24. Sep. 2001 | Ophthalmologie, Oto-Rhino-Laryngologie, Stomatologie |                           | Alf Meyer zum Gottesberge |
|       | Max Meyer                 |           | 8. Feb. 1890  |            | 6. Nov. 1954  | Oto-Rhino-Laryngologie                               | Max Meyer                 | Max Meyer                 |
|       | Wilhelm Müller-Wille      |           | 20. Okt. 1906 |            | 15. März 1983 | Geographie                                           |                           | Wilhelm Müller-Wille      |
|       | Herbert Olivecrona        |           | 11. Juli 1891 |            | 15. Jan. 1980 | Psychiatrie, Med. Psychologie und Neurologie         | Herbert Olivecrona        | Herbert Olivecrona        |
|       | Ernst Philipp             |           | 22. Okt. 1893 |            | 24. Dez. 1961 | Geburtshilfe und Gynäkologie                         | Ernst Philipp             | Ernst Philipp             |
|       | Hans Poser                |           | 13. März 1907 |            | 4. Nov. 1998  | Geographie                                           |                           | Hans Poser                |
|       | Eduard Reichenow          |           | 7. Juli 1883  |            | 23. März 1960 | Zoologie                                             | Eduard Reichenow          | Eduard Reichenow          |
|       | Franz Runge               |           | 5. Dez. 1893  |            | 29. Aug. 1973 | Chemie                                               |                           | Franz Runge               |
|       | Franz Sauerwald           |           | 11. Juni 1894 |            | 20. Juni 1979 | Physikalische Chemie                                 |                           | Franz Sauerwald           |
|       | Karl Schmalfuß            |           | 5. Nov. 1904  |            | 3. Dez. 1976  | Landbauwissenschaften                                |                           | Karl Schmalfuß            |
|       | Max Schwarz               |           | 6. Juni 1898  |            | 11. Feb. 1991 | Oto-Rhino-Laryngologie                               | Max Schwarz               | Max Schwarz               |
|       | Karl Velhagen             |           | 22. Sep. 1897 |            | 19. Dez. 1990 | Ophthalmologie                                       |                           | Carl Velhagen             |
|       | Horst Ludwig Wullstein    |           | 24. Juni 1906 |            | 24. Jan. 1987 | Oto-Rhino-Laryngologie                               |                           | Horst Wullstein           |
|       | Fritz Zöllner             |           | 1901          |            | 1986          | Oto-Rhino-Laryngologie                               |                           | Fritz (Friedrich) Zöllner |
|       | Friedrich von Bruchhausen |           | 25. Sep. 1886 |            | 3. Feb. 1966  | Chemie                                               |                           | Friedrich von Bruchhausen |
|       | Hanns von Lengerken       |           | 1889          |            | 1966          | Zoologie                                             |                           | Hanns von Lengerken       |